# Леонід Дорошенко
Леонід Дорошенко ( укр. Леонід Дорошенко; івр. ליאוניד דורושנקו; народився 13 липня 1964) — український радянський, український та ізраїльський гандболіст.

## Кар'єра

### Клубна кар'єра
Двометровий голкіпер виступав у Радянському Союзі за український армійський клуб СКА Київ, з яким у 1983, 1984 та 1989 роках займав друге місце в чемпіонаті СРСР. У 1991 році він переїхав до Ізраїлю до тодішнього рекордсменського чемпіона «Хапоель Реховот».  1993 року він перейшов до «Маккабі Рішон-ле-Ціон» після того, як зарплата не виплачувалася. Через два роки він перейшов до ASA Tel Aviv. Зі столичним клубом він вигравав чемпіонат у 2002 році та кубок у 2002, 2005, 2008, 2009 та 2010 роках. Він завершив кар'єру гравця лише в 2013 році, коли йому було майже 49 років.

### Кар'єра у національній збірній
У складі радянської збірної Дорошенко виграв Кубок Балтії 1987 року. За рік він поїхав разом з Андрієм Лавровим та Ігорем Чумаком як третій воротар радянської збірної на Олімпійські ігри 1988 року в Сеулі. Під час турніру виникли «політичні проблеми», і Дорошенко повернувся не зігравши і не отримавши золото.  Однак він офіційно отримав сертифікат олімпійського чемпіона.
У складі збірної Ізраїлю голкіпер брав участь у чемпіонаті Європи 2002 року.  Там він зустрівся, в тому числі, з командою Росії з Лавровим у воротах попереднього раунду. Після трьох поразок Ізраїль вибув. Свій останній міжнародний матч після 18 років кар'єри він провів 21 червня 2009 року проти Німеччини.